# U.S. National Championships 1918
Gli U.S. National Championships 1918 (conosciuti oggi come US Open) sono stati la 38ª edizione degli U.S. National Championships e quarta prova stagionale dello Slam per il 1917. Il torneo di singolare maschile si è disputato al West Side Tennis Club nel quartiere di Forest Hills di New York, il doppio maschile al Longwood Cricket Club di Chestnut Hill, i tornei femminili e il doppio misto al Philadelphia Cricket Club di Filadelfia, negli Stati Uniti.
Il singolare maschile è stato vinto dallo statunitense Robert Lindley Murray, che si è imposto sul connazionale Bill Tilden col punteggio di 6–3, 6–1, 7–5. Il singolare femminile è stato vinto dalla norvegese Molla Bjurstedt Mallory, che ha battuto in finale la statunitense Eleanor E. Goss. Nel doppio maschile si sono imposti Bill Johnston e Vincent Richards. Nel doppio femminile hanno trionfato Marion Zinderstein e Eleonora Sears. Nel doppio misto la vittoria è andata a Hazel Wightman, in coppia con Irving Wright.

## Seniors

### Singolare maschile
Robert Lindley Murray ha battuto in finale  Bill Tilden con il punteggio di 6–3, 6–1, 7–5.

### Singolare femminile
Molla Bjurstedt Mallory ha battuto in finale  Eleanor E. Goss con il punteggio di 6–4, 6–3.

### Doppio maschile
Bill Tilden /  Vincent Richards hanno battuto in finale  Fred Alexander /  Beals Wright con il punteggio di 6–3, 6–4, 3–6, 2–6, 6–2.

### Doppio femminile
Marion Zinderstein /  Eleonora Sears hanno battuto in finale  Molla Bjurstedt /  Johan Rogge con il punteggio di 7–5, 8–6.

### Doppio misto
Hazel Wightman /  Irving Wright hanno battuto in finale  Molla Bjurstedt /  Fred Alexander con il punteggio di 6–2, 6–3.